# Eskikızılelma, Mustafakemalpaşa
Eskikızılelma là một xã thuộc huyện Mustafakemalpaşa, tỉnh Bursa, Thổ Nhĩ Kỳ. Dân số thời điểm năm 2011 là 455 người.